# Marjorie Lord
Marjorie Lord, nata Marjorie Wollenberg (San Francisco, 26 luglio 1918 – Beverly Hills, 28 novembre 2015), è stata un'attrice statunitense.

## Vita privata
Nel 1941 sposò l'attore John Archer, dal quale ebbe due figli, tra cui Anne Archer, divenuta attrice, e da cui divorziò nel 1955. Nel 1958 sposò Randolph Hale, che morì nel 1974. Nel 1976 sposò e il banchiere e filantropo Harry Volk, del quale rimase vedova nel 2000.

## Filmografia parziale

### Cinema
- High Flyers, regia di Edward Cline (1937)
- On Again-Off Again, regia di Edward Cline (1937)
- Forty Naughty Girls, regia di Edward F. Cline (1937)
- Chiaro di luna all'Avana (Moonlight in Havana), regia di Anthony Mann (1942)
- Johnny arrivò in ritardo (Johnny Come Lately), regia di William K. Howard (1943)
- Sherlock Holmes a Washington (Sherlock Holmes in Washington), regia di Roy William Neill (1943)
- La città del jazz (New Orleans), regia di Arthur Lubin (1947)
- Masked Raiders, regia di Lesley Selander (1949)
- La gioia della vita (Riding High), regia di Frank Capra (1950)
- Down Laredo Way, regia di William Witney (1953)
- Un bikini per Didi (Boy, Did I Get a Wrong Number!), regia di George Marshall (1966)

### Televisione
- Fireside Theatre – serie TV, 8 episodi (1950-1954)
- The Ford Television Theatre – serie TV, 3 episodi (1952-1954)
- The Star and the Story – serie TV, episodio 1x19 (1955)
- TV Reader's Digest – serie TV, episodio 2x21 (1956)
- Wire Service – serie TV, episodio 1x03 (1956)
- Make Room for Daddy – serie TV, 227 episodi (1957-1964)
- The Danny Thomas Hour – serie TV, episodio 1x08 (1967)
- Make Room for Granddaddy – serie TV, 24 episodi (1970-1971)
- Sweet Surrender – serie TV, 3 episodi (1987)